# Хадури, Нодар
Нодар Тамазович Хадури (груз. ნოდარ ხადური) (29 августа 1970, Тбилиси — 10 сентября 2019, Тбилиси) ―  грузинский учёный, академик, политик. Был министром финансов Грузии с 25 октября 2012 года по ноябрь 2016 года.

## Биография
Нодар Хадури родился 29 августа 1970 года в Тбилиси, Грузинская ССР. Родители — Тамаз и Манижа Хадури.
В 1991 году поступил в Тбилисский государственный университет на экономический факультет, в 1996 году получил диплом по специальности макроэкономика. С 1996 по 2004 год он занимал различные должности в министерствах экономики и финансов Грузии, в том числе был заместителем министра финансов и парламентским секретарем министерства с 2003 по 2004 год.
В 2002 году Хадури успешно защитил диссертацию на тему «Особенности формирования макроэкономической политики в условиях посткоммунистической трансформации (на примере Грузии)».
Затем Хадури работал в Программе развития Организации Объединённых Наций в качестве национального консультанта от Грузии с 2004 по 2008 годы. Хадури читал лекции по экономике в Тбилисском государственном университете с 1999 по август 2012 года.
В 2012 году Хадури обвинил руководство Тбилисского университета в увольнении его из-за его связи с недавно созданным оппозиционной партией «Грузинская мечта — Демократическая Грузия» во главе с бизнесменом Бидзиной Иванишвили.
В октябре 2012 года, после победы «Грузинской мечты» на парламентских выборах, Нодар Хадури был избран в парламент Грузии, но позже он был назначен министром финансов Грузии в правительстве Бидзины Иванишвили. В качестве министра участвовал в работах во Всемирном банке, Европейском банке реконструкции и развития (ЕБРР), Азиатском банке развития (АБР), Азиатском банке инфраструктурных инвестиций (АБИИ), Международном валютном фонде (МВФ) и Черноморском банке торговли и развития (ЧБТР).
Ушел с поста министра финансов 27 ноября 2016 года.
Умер 19 сентября 2019 года в Тбилиси, причиной смерти стала сердечная недостаточность.
Был женат на Нино Цирекидзе и являлся отцом трех детей.